# Тауматроп

Тауматроп с изображением вазы и цветов, 1825 год

Тауматро́п (от др.-греч. θαῦμα — чудо и τροπή — вращение) — игрушка, основанная на оптической иллюзии: при быстром вращении кружка с двумя рисунками, нанесёнными с разных сторон, они воспринимаются как один.
Была особо популярна в Викторианскую эпоху.

## История создания
Жорж Садуль утверждает, что создателем тауматропа является Джон Гершелл. Ещё в 1824 году он поспорил со своим другом Чарльзом Беббиджем, что сможет показать ему одновременно две стороны золотой гинеи. Он вращал монету на ребре, а Беббиджа попросил поместить глаз на её уровне. Обе стороны монеты слились воедино.
В 1825 Генри Фиттон (англ. William Henry Fitton) и доктор Пари, популяризируя этот опыт, превратили его в детскую игрушку, получившую имя тауматроп.
Жозеф Плато о тауматропе:

Надо нарисовать два различных предмета на двух сторонах картонного диска таким образом, что если начать вращать этот диск с большой скоростью вокруг его диаметра, как вокруг оси, слияние восприятий двух рисунков создаст третий. Если с одной стороны нарисовать птицу, а с другой — клетку, то птица будет казаться помещенной в клетку и т. д.

Дэвид Брюстер упоминает следующие сюжеты тауматропа:
- Арлекин появлялся около Коломбины;
- всадник появлялся на лошади;
- голова турка появлялась на обезглавленном туловище;
- составляли две половинки слова или письма.

## В популярной культуре
- В фильме Тима Бёртона «Сонная Лощина» тауматроп является любимой игрушкой героя Джонни Деппа Икабода Крейна и помогает ему распутать тайну Сонной Лощины (при этом действие фильма разворачивается за четверть века до того, как тауматроп был на самом деле изобретён).
- В фильме «Доспехи бога 2» брелок с кодом от хранилища имеет вращающуюся пластинку с двумя трёхзначными числами в стиле семисегментного индикатора на каждой стороне. Правильный код можно узнать, если быстро вращать пластинку, за счёт чего оба числа сольются в одно.
- В фильме «Престиж» присутствует тауматроп с изображениями птицы и клетки. Эти изображения перекликаются с фокусом, показанным в фильме: птица, которая исчезает из клетки, накрытой тканью.

## Примеры тауматропов